# Союзна держава Росії та Білорусі
Сою́зна Держа́ва (біл. Саюзная дзяржава, Sajuznaja dziaržava; рос. Союзное государство) — це наддержавна організація, що складається з Росії та Республіки Білорусь, яка була утворена 8 грудня 1999 року з поетапно організовуваним єдиним політичним, економічним, військовим, митним, валютним, юридичним, гуманітарним та культурним простором. Спочатку Союзна Держава мала на меті об'єднання обох країн, і як така, Союзна Держава у запланованому остаточному вигляді мала б структуру подібно до конфедерацій чи політичних уній. Однак обидві країни досі юридично зберігають свою незалежність.
Союзна Держава базується на попередньому міжнародному договорі між Росією та Білоруссю, укладеному 2 квітня 1997 року. Підписання Союзного договору спричинило масові протести в Білорусі. Хоча до її складу входять лише Росія та Білорусь, іншим країнам-членам ООН, які поділяють цілі й принципи Союзної Держави та переймають на себе зобов'язання дозволено приєднуватися до Союзної Держави. Наднаціональний союз управляється через Вищу державну раду та інші органи управління. Поточним головою Вищої Державної ради Союзної держави з 2000 року є Олександр Лукашенко.
2021 року почався процес побудови «держави», до 1 грудня 2023 року планувалося підписати договір про єдиний газовий ринок. 5 листопада 2021 року президент Росії Путін та самопроголошений президент Білорусі Лукашенко підписали декрет Союзної держави, затвердивши 28 програм з інтеграції у питаннях податків, кредитів, а також створення об'єднаних ринків нафти, газу та транспортних послуг.
Президент України Зеленський заявив, що Союзна держава Росії та Білорусі є загрозою для України.

## Назва
Офіційна назва — Союзна Держава. При приєднанні до унії нової держави розглядається питання про зміну назви самої унії.
Також в пресі зустрічаються назви «Союз Росії і Білорусі» (СРБ), «Союзна держава Росії та Білорусі» (СДРБ), «Союз Білорусі та Росії», «Союзна Держава Білорусі і Росії».

## Географія

### Розташування
Союзна Держава розташована в Центрально-Східній Європі та північній частині Азії (суто євразійське розташування). Союзна Держава омивається водами 14 морів: на півночі це моря Північного Льодовитого океану — Баренцове, Біле, Карське, Лаптєвих, Східно-Сибірське і Чукотське море; на заході це моря Атлантичного океану — Балтійське (на північному заході), Чорне і Азовське море (на південному заході); на сході це моря Тихого океану — Берингове, Охотське і Японське море. Також на південному заході Росія має вихід до внутрішньоконтинентального Каспійського моря. Союзна Держава має найдовшу у світі берегову лінію — 37 653 км.
Її сусідами є КНДР (39,4 км), Китай (4209,3 км), Монголія (3485 км), Казахстан (7598,6 км), Азербайджан (350 км), Грузія (879,9 км), Україна (3220,8 км), Литва (790,4 км), Польща (841,3 км), Латвія (411,5 км), Естонія (466,8 км), Фінляндія (1325,8 км) та Норвегія (219,1 км). Цілковито морем вона межує зі США (49 км) та Японією (194,3 км). Союзна Держава має найдовший кордон у світі —62,098 км (з них 38 808 км — морський кордон).
Крайні точки:
- північна (також найпівнічніша точка Європи та Євразії) — мис Флігелі на острові Рудольф, архіпелагу Земля Франца-Йосифа 81°49' пн. ш.
- північна материкова — мис Челюскін (півострів Таймир) 77°43' пн. ш.
- південна — знаходиться на південний захід від гори Базардюзю (на кордоні Дагестану з Азербайджаном) 41°11' пн. ш.
- західна — Куршська коса (Гданська затока, Балтійське море) 19°38' сх. д.
- східна — острів Ратманова 169°00' зх. д.
- східна материкова — мис Дежньова (Чукотський півострів) 169°40' зх. д.

## Історія

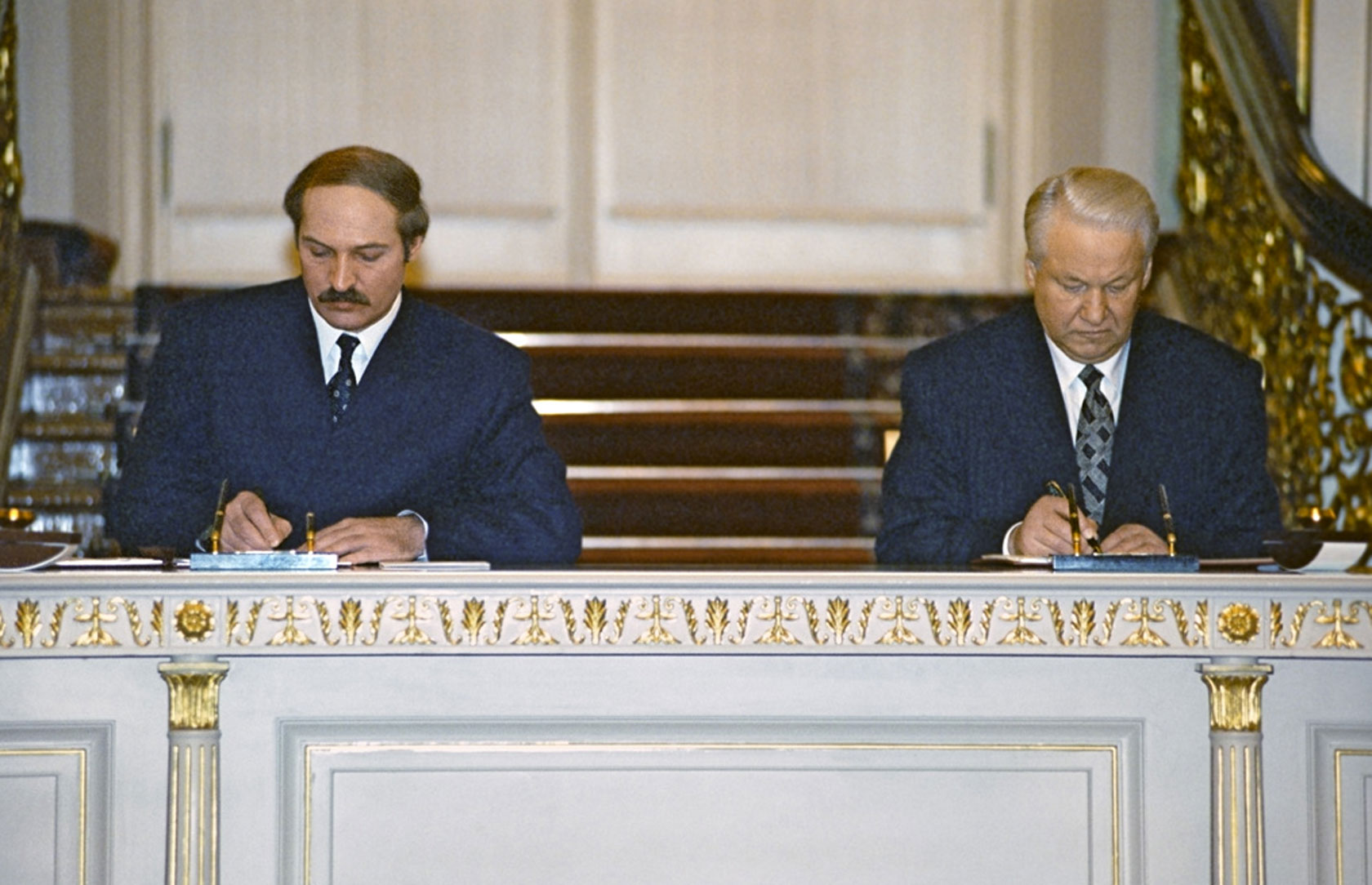
Урочиста церемонія підписання Договору про утворення Союзу Росії та Білорусі у Володимирській залі Великого Кремлівського палацу.

Договір про створення Союзної держави Росії і Білорусі підписаний 8 грудня 1999 В Москві. Договір набув чинности 26 січня 2000 після обміну ратифікаційними грамотами між в.о. президента РФ Путіним і президентом РБ Лукашенком.
Його підписання стало продовженням розвитку інтеграційних процесів, закладених Договором про дружбу, добросусідство та співробітництво від 21 лютого 1995, Договором про утворення Співтовариства Росії і Білорусі від 2 квітня 1996 та Договором про Союз Білорусі і Росії від 2 квітня 1997. Спільне свято — День єднання народів Білорусі та Росії (відзначається з 2 квітня 1997 року).
Переговори між сторонами супроводжувалися гарячими протестами білоруської опозиції і національно орієнтованих активістів, які придушувалися владою за допомогою внутрішніх військ.
В кінці березня 1997 року російський політичний діяч Григорій Явлінський розкритикував Лукашенка за силове придушення демонстрацій в Мінську проти утворення унії Білорусі і Росії:
|  | Президент Лукашенко насаджує тоталітарні антидемократичні методи. Він веде справу до придушення однієї частини білоруського народу іншою частиною білоруського народу. |

25 грудня 1998 в Москві Борис Єльцин і Олександр Лукашенко підписали Декларацію про подальше єднання Росії та Білорусі, Договір про рівні права громадян та Угоди про створення рівних умов суб'єктам господарювання.
Проте характер політичного утворення залишався невизначеним. Під тиском власних політичних опонентів, які виступали за возз'єднання двох держав, і білоруського президента Олександра Лукашенко, який прагнув прив'язати свою надмірно слабку економіку до сильнішої російської, тодішній президент Росії Борис Єльцин ініціював створення Союзу з метою гармонізації політичних та економічних відмінностей між двома націями. На думку деяких спостерігачів, наміром Лукашенка було також здобути велику владу, ставши президентом майбутньої російсько-білоруської федерації після смерті Єльцина через його низьку популярність на той час. Однак після відставки Єльцина у 2000 році Володимира Путіна було обрано наступником президента Росії, що змусило Лукашенко скасувати свої плани та утримати рівновагу між незалежністю Білорусі та посиленням тиску Путіна на подальшу інтеграцію між двома країнами в Союзна Держава.
Договір про створення союзної держави Росії та Білорусі був підписаний 8 грудня 1999 року. Намір полягав у створенні такої федерації, як Радянський Союз, із загальним керівником держави, законодавчим органом, прапором, гербом, гімном, конституцією, армією, громадянством та валютою. Союз був ратифікований Державною Думою Росії 22 грудня 1999 р. та Національними зборами Білорусі 26 січня 2000 р. На останню дату Договір та Союз набрали чинності.
Тоді президент Казахстану Нурсултан Назарбаєв висунув подібну пропозицію в 1994 році, передбачаючи заснування Євразійського союзу, але ця пропозиція була прийнята лише 29 травня 2014 року з утворенням Євразійського економічного союзу.
У кінці 2019 року було затверджено дорожню карту більш поглибленої інтеграції Білорусі у складі Союзної держави. Перешкодою завершення утворення Союзної держави як реального державного утворення була позиція Президента Білорусі Олександра Лукашенка, який не хотів втрачати свою владу внаслідок ліквідації Білорусі у рамках Союзної держави.
Самопроголошений президент Білорусі Лукашенко в травні 2021 року заявив, що завершити створення Союзної Держави можуть вже восени 2021 року. Лукашенко зазначив, що зараз Мінськ і Москва узгодили 26 — 27 дорожніх карт з інтеграції на рівні урядів двох країн. Він також наголосив, що рішення приймуть після Форуму регіонів Білорусі та РФ в Московській області. Він має відбутися влітку. Домовленості про створення Союзної держави країни зможуть упорядкувати формально після засідання Вищої Держради.
У кінці травня 2021 Президент України Зеленський в інтерв'ю німецькій газеті Frankfurter Allgemeine Zeitung заявив, що Союзна держава Росії та Білорусі є загрозою для України.
10 вересня 2021 року в Мінську на засіданні Ради міністрів Союзної держави Росії та Білорусії російський та білоруський прем'єр-міністри Михайло Мішустін та Роман Головченко підписали 28 союзних програм та «Основні напрямки реалізації положень Договору про створення Союзної держави на 2021—2023 роки»
5 листопада 2021 року президенти Росії та Білорусії Володимир Путін та Олександр Лукашенко підписали декрет Союзної держави «Про основні напрямки реалізації положень Договору про створення Союзної держави на 2021—2023 роки», затвердивши 28 програм з інтеграції.
У лютому 2023 року західними ЗМІ було оприлюднено документи, згідно з якими влада РФ до 2030 року планувала взяти під повний контроль Білорусь і включити її до свого складу.

### Напрями інтеграції
Декретом Союзної держави «Про основні напрямки реалізації положень Договору про створення Союзної держави на 2021—2023 роки», підписаним 5 листопада 2021 року президентами Росії та Білорусі Володимиром Путіним та Олександром Лукашенком, було затверджено 28 програм з інтеграції у наступних сферах економіки:
- синхронізація стратегічного управління в частині макроекономічної політики та формування офіційної статистичної інформації,
- гармонізація грошово-кредитної політики та макропруденційного регулювання, валютного регулювання та валютного контролю, вимог у сфері забезпечення інформаційної безпеки у фінансовій сфері, норм регулювання кредитних та некредитних фінансових організацій, фінансового ринку в цілому, вимог у сфері протидії відмиванню грошей та фінансового тероризму, інтеграція національних платіжних систем, гармонізація вимог у сфері захисту прав споживачів фінансових послуг та інвесторів,
- інтеграція інформаційних систем контролюючих органів двох країн щодо простежуваности товарів, інформаційних систем з маркування товарів та інформаційних систем контролюючих органів у частині ветеринарного та фітосанітарного контролю,
- гармонізація податкового та митного законодавства, створення в рамках Союзної держави нового консультативного органу — Комітету з податкових питань,
- інтеграція інформаційних систем транспортного контролю, уніфікація регулювання транспортного ринку,
- створення рівних тарифних умов при наданні послуг аеропортів та аеронавігації, уніфікація законодавства у залізничній сфері, запровадження єдиних правил для водного транспорту, що курсує внутрішніми водними шляхами,
- створення об'єднаного газового ринку, формування об'єднаних ринків нафти та нафтопродуктів, електроенергії, уніфікація законодавства в галузі експлуатації об'єктів ядерної енергетики, регулювання радіаційної безпеки, поводження з ядерним паливом та радіоактивними відходами,
- зближення законодавства у сфері сільського господарства, промисловости, держзамовлення та держзакупівель, захисту прав споживачів, конкуренції, регулювання торгівлі та громадського харчування, ринків зв'язку та інформатизації,
- уніфікації регулювання бухобліку та фінансової звітности, законодавства у сфері туристичної діяльности, готельних послуг,
- гармонізація законодавства у частині трудових відносин, охорони праці, зайнятости населення, соціального страхування та пенсійного забезпечення, підтримки сімей з дітьми та соціальної підтримки окремих категорій громадян.

## Державний устрій
Особливість інституційної системи Союзної держави полягає у синтезі принципів побудови федеративної держави та принципів організації міжнародної організації, тому що перші працюють на базі поділу влади, а другі на базі розподілу предметних компетенцій між державними органами та міжнародною організацією; не варто забувати і про різницю в підході до національного принципу при прийнятті рішень, характері повноважень, що покладаються.
Договір про створення Союзної Держави створив правову базу як конституційний акт і встановлює такі інститути:
- Вища Державна Рада[5][24][25]
- Рада міністрів[5][24][26]
- Союзний парламент[5][24]
- Суд Союзу[2][5][24]
- Рахункова палата[5][24]

У повноваження Союзної держави входять зовнішня політика, оборона і безпека, бюджетна, грошово-кредитна та податкова системи, митні питання, системи енергетики, транспорту і зв'язку. Кожна держава зберігає суверенітет, незалежність, територіальну цілісність, державний устрій, Конституцію, державний прапор, герб.
У рамках спільної комісії на чолі з керівниками нижніх палат парламентів обох країн ведеться підготовка Конституційного Акту Союзної держави, в якому повинно знайти відображення політичний устрій створюваного інтеграційного міждержавного об'єднання. Як основні принципи в ньому передбачається зафіксувати збереження суверенітету, рівноправности та міжнародну правосуб'єктність «суб'єктів Союзної держави».
З 2000 року почав формуватися союзний бюджет. Бюджет Союзної держави — важливий індикатор, що характеризує рівень, масштаби та фінансові можливості інтеграції. Це спільний документ, що формується за рахунок відрахувань країн-учасниць. Головне призначення союзного бюджету — служити фінансовою базою для створення ефективного механізму торговельного, науково-виробничого та інвестиційної взаємодії двох країн, а також для фінансування спільних соціально-економічних, культурних, екологічних, спортивних програм, проєктів, заходів.
Деякий час розглядався проєкт єдиної валюти Союзної держави, але він так і не був прийнятий. Станом на 2022 рік не прийнято державні символи Союзної держави — прапор, герб і гімн.

### Парламент
Парламент Союзної держави матиме виключне правове становище, оскільки тільки він має формуватися народом Союзної держави безпосередньо. Структурно буде включати Палату представників і Палату союзу, при цьому місця розподілятимуться таким чином: Палата союзу — по 36 депутатів від кожної держави-учасниці;
Палата представників — 75 депутатів від Росії і 28 депутатів від Білорусі.
Дослідниками відзначається велика кількість прогалин у правовому регулюванні цього інституту. До ухвалення закону про вибори депутатів функції парламенту Союзної держави виконує Парламентські збори Союзу Білорусі та Росії.

### Вища Державна Рада
Вища державна рада Союзної держави формується із вищих осіб обох держав. Два учасники спілки формують біполярну систему управління, стійкість якої залежить від переважання національних та союзних інтересів у кожної із сторін. Являє собою орган, що періодично скликається. Ґрунтується на принципі одностайного прийняття актів, що означає дискримінацію більшості на користь меншості. До його компетенції належить вирішення питань, пов'язаних із розвитком Союзної держави, утворення органів, видання декретів, постанов, директив та ін.

#### Члени Вищої Державної Ради
- Лукашенко, президент Білорусі;
- Путін, президент РФ;
- Головченко Р. А., прем'єр-міністр Білорусі;
- Мішустін М. В., голова уряду РФ;
- Кочанова Н. І. голова Ради Республіки Національних зборів Білорусі;
- Андрійченко В. П., голова Палати представників Національних зборів Білорусі;
- Матвієнко В. І., голова Ради Федерації Федеральних Зборів РФ;
- Володін В., В., голова Державної Думи Федеральних Зборів РФ.

### Рада міністрів
Рада міністрів Союзної держави є прообразом уряду — виконавчим органом із широкими повноваженнями. Має непостійний характер роботи, що пов'язано із суміщенням частиною міністрів роботи і на союз, і на державу-учасницю, нестачу владних та розпорядчих повноважень. Виконавчий орган Союзної держави — Рада Міністрів. До нього входять Голова Ради Міністрів, глави урядів, Державний секретар (на правах заступника Голови Ради Міністрів), міністри закордонних справ, економіки та фінансів держав-учасниць, керівники основних галузевих і функціональних органів управління Союзної держави. З 2020 року головою Ради Міністрів є голова уряду Російської Федерації Михайло Мішустін.

### Судова влада
Судова система Союзної держави включає суди, що виконують функції конституційного суду та вищих галузевих судів. Судова гілка влади не набула значної ролі і має вузький набір повноважень та функцій. У цілому нині, деталізація судів у договорі вважається недостатньою.

### Рахункова палата
Згідно з Договором, до системи органів Союзної держави мала увійти Рахункова палата. Вона мала стати органом, який контролює фінанси Союзної держави.

### Постійний комітет
Постійний комітет Союзної держави утворено 27 червня 2000 року. Він забезпечує діяльність Вищої державної ради та Ради міністрів Союзної держави. Підзвітний Раді міністрів Союзної держави.
Керує роботою Постійного комітету державний секретар Союзної держави, до складу Постійного комітету входять також чотири члени Постійного комітету, які є за посадою його заступниками. Членами Постійного комітету можуть бути лише громадяни держав-учасниць. У складі Постійного комітету має бути понад дві третини членів Постійного комітету, які є громадянами однієї держави. З грудня 2011 року до березня 2021 року державним секретарем був Григорій Рапота, з березня 2021 року — Дмитро Мезенцев.

## Зовнішня політика
Директор Служби зовнішньої розвідки Росії Сергій Наришкін і голова КДБ Білорусі Іван Тертель домовилися спільно боротися з «деструктивною діяльністю Заходу» проти «Союзної Держави».

## Збройні сили
10 лютого 2009 р. Росія та Білорусь здійснили перший етап спільних навчальних програм з підготовки офіцерів, призначених для інтеграції військових структур країн. Цей військовий колектив називається Регіональна група сил Білорусі та Росії (РГФ). Мета цих операцій — забезпечити злагоджену підготовку, практику та реалізацію військових інтересів для держав. Вони були спрямовані на стратегічну та бойову підготовку, що відбувалась у лютому та березні 2009 року. Крім того, військова доктрина Російської Федерації передбачає, що «збройний напад на державу-учасницю Союзної Держави, а також усі інші дії, пов'язані із застосуванням проти неї військової сили», слід вважати «актом агресії проти Союзної Держави», дозволяючи Москві «вживати заходів у відповідь».

## Демографія

### Населення
Чисельність населення Союзної Держави формально становить 153 млн осіб.

### Мова
Офіційними мовами Союзної Держави є державні мови держав-учасниць. Однак російська мова використовується як робоча в загальних органах Союзної Держави.

## Розробки
Незабаром після заснування обидві держави-члени, здавалося, втратили ентузіазм щодо Союзної Держави, спочатку Росія, а потім Білорусь, відновивши митний контроль на їх спільному кордоні в 2001 році, фактично призупинивши діяльність Митного союзу до його відновлення 2010 року. Також було ініційовано впровадження спільної валюти в усьому Союзі, але це кілька разів відкладалося.
16 листопада 2010 року на вебсайті Союзної Держави було оголошено, що Конституційний закон готовий на 99 %.

### Спільна валюта
Президент Білорусі Олександр Лукашенко пообіцяв запровадити спільну валюту 1 січня 2004 року. Валюта не була введена, і план був відсунутий на рік назад. 1 січня 2005 р. Союзна держава знову не змогла запровадити спільну валюту, і вона знову була відкладена на один рік, що в 2006 р. повторилося ще раз. Під час прес-конференції в Мінську 2 лютого 2006 року Петро Прокопович, керівник Національного банку Білорусі, заявив, що «загальна валюта може бути введена в 2007 році». Однак цього не відбулося в 2007 році. Національний банк Республіки Білорусь оголосив, що, починаючи з 2008 року, білоруський рубль буде прив'язаний до долара США замість російського рубля.

### Символи
З моменту утворення Союзної Держави в 1997 році Білорусь та Росія досі не змогли встановити жодної символіки чи навіть прапора для Союзної Держави. Однак було кілька пропозицій щодо прапорів та гербів.
Для прапора Союзу внесено дві пропозиції. У всіх випадках вони є модифікаціями прапора Радянського Союзу, але представляють державу (а не комунізм). В обох випадках у кантоні червоного прапора розміщуються дві золоті зірки (що представляють дві держави Союзу).
Запропонований герб — це модифікація двоголового орла, що тримає герби Росії та Білорусі.
Пісня під назвою «Суверенний союз націй» (рос. Державный союз народов Derzhavny soyuz narodov, біл. Дзяржаўны саюз народаў Dzyarzhauny sayuz narodau) було запропоновано як гімн Союзної Держави. Пісня, яка була модифікована з Державного гімну Радянського Союзу, стосується більш широкого союзу двох націй.
6 листопада 2021 року держсекретар Союзу Дмитро Мезенцев заявив, що робота над єдиною символікою вже розпочалася.

### Суперечка щодо податку на додану вартість
Білорусь і Росія збирали податок на додану вартість (ПДВ), призначений для фінансування Союзної Держави, у країні походження, але з 1 січня 2005 року ПДВ справляється в країні призначення, як і в більшості інших незалежних країн світ. Ця зміна породила значну плутанину та порушила багато торгових операцій між Білоруссю та Росією. 10 лютого 2005 року приватні підприємці в Білорусі влаштували одноденний попереджувальний страйк, протестуючи проти нової схеми ПДВ між двома країнами та економічної політики Лукашенко.

### Задумане розширення
- Окуповані Росією грузинські регіони  Абхазія та  Південна Осетія вважаються російською владою такими, що мають статус спостерігачів на засіданнях парламенту.[37] Ватажки Абхазії та Південної Осетії висловили зацікавленість у приєднанні до Союзної Держави.[38]Союзна Держава (жовта), держави, які виявили зацікавленість у вступі до Союзу (зелена), та інші члени СНД (рожева).

Союзна Держава (жовта), держави, які виявили зацікавленість у вступі до Союзу (зелена), та інші члени СНД (рожева).

- Казахстан висловив зацікавленість у створенні окремого митного союзу з Росією та Білоруссю до 2010 року.[39] Цей Митний союз був утворений, як було заплановано на початку 2010 року. Казахстан згадав, що він може приєднатися до Союзної Держави через деякий час.[39]
- Киргизстан: Станом на червень 2007 року опозиція в Киргизстані, який потрапив у політичну кризу, ініціювала загальнонаціональний референдум про приєднання до союзу Росії та Білорусі.[40]
- Молдова: У 2001 році президент Молдови Володимир Воронін відразу після обрання заявив, що має плани щодо вступу Молдови до Союзу Росії та Білорусі.[41][42] З приходом до влади Альянсу за європейську інтеграцію на молдовських виборах 2009 року молдавський інтерес перейшов у бік Європейської Унії.
- Окуповане Росією молдовське  Придністров'я: на «референдумі» 2006 року 97,2 % населення проголосували за союз Придністров'я (який не визнає жодна нація) з РФ. 1998 року 66,5 % виборців підтримали приєднання до Союзу.[43]

- Україна: У відповідь на спекуляції щодо вступу України до Союзної Держави, тодішній президент Янукович заявив, що Україна є незалежною державою.[44] Під час російського військового втручання в Україну в 2014 році віце-прем'єр-міністр анексованої Росією Криму Рустам Теміргалієв висловив надію на те, що південний схід України утворить «Українську Федерацію» і приєднається до Союзної Держави.[45] Однак лише самопроголошені ДНР та ЛНР відірвались від України, а конфедеративний політичний проєкт «Новоросія» був заморожений на початку 2015 року.[46][47][48] Під час каденції п'ятого президента України Петра Порошенка до Конституції України в 2019 році були внесені зміни, які закріпили незворотність курсу України на вступ у Європейський Союз і НАТО під Революції Гідности в 2014 році. Шостий президент України Володимир Зеленський у 2021 році заявив, що створення «справжньої Союзної Держави» між Білоруссю і Росією — це справжня небезпека для України.[10] Перед широкомасштабним російським вторгненням 6 лютого 2022 року самопроголошений президент Білорусі Олександр Лукашенко стверджував, що Україна нібито за 15 років увійде до складу Союзної держави Росії та Білорусі, якщо «ми не наробимо помилок» (див. Білорусь у російсько-українській війні (з 2014)).[49]
- / Югославія/Сербія: У 1999 р. Парламент Югославії проголосував за приєднання країни до Союзу. У 2007 році Томіслав Ніколіч під час виступу сказав, що він бажає, щоб Сербія зміцнила свої зв'язки з Союзною Державою і, в кінцевому рахунку, приєдналася до неї.[50] Однак з тих пір Сербія подала заяву про членство в ЄС.

### Відновлений інтерес
15 грудня 2006 року переговори щодо Союзної Держави відновилися. Однак до січня 2007 року переговори, здавалося, були зупинені, після того як президент Білорусі Олександр Лукашенко заявив: «Російське керівництво вимагає від нас приєднання до Російської Федерації — ось що є в головах російського керівництва. Я не хочу поховати суверенітет і незалежність [Білорусі]». Він додав: «З усіх консультацій та обговорень я зрозумів, що у нас різні підходи та розуміння побудови Союзної Держави», і висловився проти «можливости включення до Росії [Білорусі]».
Однак 19 жовтня 2007 року прем'єр-міністр Росії Віктор Зубков заявив, що бюджет Союзної Держави «зросте не менше, ніж на десять відсотків у наступному році, і це зростання забезпечить гідне фінансування наших спільних проєктів». Це призвело до припущень, що російський уряд відновив свій інтерес до цієї ідеї.
Зустріч між президентом Білорусі Олександром Лукашенком, президентом Росії Володимиром Путіним та державним секретарем Союзу Павлом Бородіним відбулася в Мінську 13–14 грудня 2007 року. Ця зустріч привернула значну увагу ЗМІ та викликала припущення, що Союзна Держава дійсно може бути в центрі уваги нової ініціативи обох урядів. Першочерговим інтересом було оновлене обговорення парламенту Союзу (який, хоч і планувався, насправді так і не був реалізований) та Конституційного закону Союзної Держави, інструменту, який міг би зміцнити авторитет Союзу. За словами державного секретаря Бородіна, на засіданні було обговорено п'ять варіантів цього Закону, кожен з яких передбачав би перехідний період від 7 до 10 років у розвитку Союзу. Також обговорювались питання торгівлі та енергетики.
27 травня 2008 року президент Лукашенко, виконуючи обов'язки голови Вищої Державної Ради, призначив тодішнього прем'єр-міністра Росії, а нинішнього президента Путіна головою Ради міністрів. Цей крок викликав припущення, що Союз мав зазнати значних політичних перетворень. Однак найбільш помітною і, можливо, важливою посадовою особою в Союзі був державний секретар, який керує повсякденними операціями Союзної Держави. На тому ж засіданні держсекретар Бородін заявив, що бюджет Союзу на 2009 рік складатиме 6–7 млрд російських рублів, що на 2 млрд рублів більше, ніж у 2008 році.
1 серпня 2011 року Путін заявив, що підтримує союз Росії, Білорусі та, можливо, Південної Осетії. Прес-секретар міністра закордонних справ Білорусі Андрій Савіних відхилив цю ідею, як і Дмитро Медоєв, посол Південної Осетії в Москві, який заявив, що «наш народ проголосував за незалежність на референдумі в 2006 році і не любить ідею стати частиною Російської Федерації».
З 2015 р. основна увага для розвитку відносин між колишніми членами Радянського Союзу зосереджена на постійному розвитку Євразійського економічного союзу (ЄАЕС), що є подальшим розвитком Євразійського митного союзу, створеного в 2010 р. Він створений за зразком інтеграції Європейського Союзу і включає 5 держав-членів: Білорусь, Росія, Казахстан, Вірменія та Киргизстан. Таджикистан також висловив зацікавленість у приєднанні. Однак ЄАЕС є лише економічним союзом, і в даний час політична інтеграція залишається в межах компетенції Союзної Держави.
Більш глибока економічна інтеграція пропонується в 2021 році в рамках поточних переговорів держав-членів.